# Loivre (rivière)
Pour les articles homonymes, voir Loivre (homonymie).
La Loivre est une rivière française des départements de la Marne et de l'Aisne, dans les deux régions Grand Est et Hauts-de-France, qui se jette dans l'Aisne en rive gauche et un sous-affluent de la Seine, par l'Oise.

## Géographie
La Loivre a sa source à Loivre dans le département de la Marne, à 135 m d'altitude.
Elle se jette dans l'Aisne en rive gauche, à Berry-au-Bac, à 51 m d'altitude. Son cours est de 10,5 km, après avoir côtoyé le canal de l'Aisne à la Marne.
Elle alimente toute une série de mares et de petits étangs.

### Communes traversées
Dans les deux départements de l'Aisne et de la Marne, la Loivre traverse les quatre communes suivantes, d'amont en aval,
dans la Marne, Loivre, Cauroy-lès-Hermonville, Cormicy; dans l'Aisne, Berry-au-Bac.
Soit en termes de cantons, la Loivre prend source dans le canton de Bourgogne, et conflue dans le canton de Guignicourt, le tout dans les arrondissements de Reims et de Laon.

### Toponyme
La Loivre donné son hydronyme a une commune : Loivre et située dans la Marne.

### Bassin versant
Elle permet le maintien, dans un contexte aride, d'un milieu humide marécageux avec toute sa biodiversité. Autrefois ce ruisseau alimentait notamment le moulin de Loivre. Cette vallée de la Loivre est administrativement classée en zone humide et protégée à ce titre.
La Loivre traverse une seule zone hydrographique 'La Loivre de sa source au confluent de l'Aisne (exclu)' (H141) de 103 km2 de superficie. Ce bassin versant est constitué à 76,48 % de « territoires agricoles », à 15,99 % de « forêts et milieux semi-naturels », à 7,25 % de « territoires artificialisés », à 0,31 % de « zones humides ».

## Affluent
Elle a comme seul affluent référencé :
- le ruisseau de Rabassa ou Robassa (rg), 6 km qui prend sa source à l'ouest du village d'Hermonville, puis traverse ou longe Cauroy-lès-Hermonville et conflue sur la commune de Loivre.

Son rang de Strahler est donc de deux.